# 브라이트와이테아속
브라이트와이테아속(Braithwaitea)은 참이끼아강 히프노덴드론목에 속하는 이끼 속 중의 하나이다. 브라이트와이테아과(Braithwaiteaceae)의 유일속이다. 2종으로 이루어져 있다.

## 하위 종
- Braithwaitea arborescens
- Braithwaitea sulcata